# Église Saint-Boniface de Großburschla
L’église Saint-Boniface de Großburschla est une église à Großburschla, quartier de Treffurt, dans le Land de Thuringe, à l'origine l'église d'un stift catholique d'Augustins. Elle est ensuite devenue un temple protestant.

## Histoire
La fondation monastique à Großburschla par l'abbé Werinhar de Fulda date de 980. Le premier bâtiment du complexe de l'église romane est détruit dans un incendie en 1008 et rénové entre 1130 et 1150. Les premières réfections ont lieu au XIVe siècle et après la guerre de Trente Ans. Une enquête archéologique et une restauration de l'église réalisées entre 1965 et 1968 mettent au jour de nombreux détails de l'édifice d'origine romane. Les piliers et les colonnes aux chapiteaux peu ornés, les doubles arcades du chœur et le plafond à poutres d'origine sont sécurisés et partiellement complétés. La palette de couleurs choisie par les restaurateurs est basée sur l'ornementation originale noire et rouge et le dessin coloré des colonnes, des piliers et des arcades. Le bâtiment est l'un des édifices religieux romans les plus précieux et les mieux conservés de l'arrondissement de Wartburg.

## Architecture
Le bâtiment, de plan rectangulaire, est une ancienne basilique à trois nefs, transformée en une pseudo-basilique à deux nefs. L'intérieur est fini avec un plafond plat. Les arcades montrent le changement saxon des appuis. Les piliers sont décorés de faisceaux sertis aux angles, les colonnes ont des chapiteaux cubiques. La corniche du dessus est ornée d'une frise de vrilles. Le mur entre le chœur principal et le chœur latéral nord est ouvert par deux fenêtres couplées, chacune ornée d'une colonne centrale sur une base attique et d'une riche ornementation figurative et végétale sur le chapiteau cubique et l'imposte. Le pilier entre les fenêtres est décoré d'une frise de vrilles de feuilles dans le chapiteau. Les vestiges d'un écran de chœur roman sont conservés devant le chœur.

## Ameublement
Un crucifix date probablement de la fin du XVe siècle. Un relief de Lamentation gothique d'environ 1480 est sur le mur est. L'orgue est l'œuvre d'Albin Hickmann & Comp. en 1906 avec 15 registres sur deux claviers et pédalier, dont la disposition fut modifiée par Rudolf Böhm en 1950. L'orgue de chœur est construit par la société Alexander Schuke Potsdam Orgelbau en 1968. Les cinq cloches sont toutes historiques et datent des années 1502, 1925, XVe siècle, 1517 et vers 1200. La grosse cloche mérite ici une mention spéciale, et ses riches décorations en font une rareté dans la région.